# Pandémonium
Pour les utilisations du terme originel ou francisé dans les arts et la culture populaire, voir Pandemonium (homonymie).

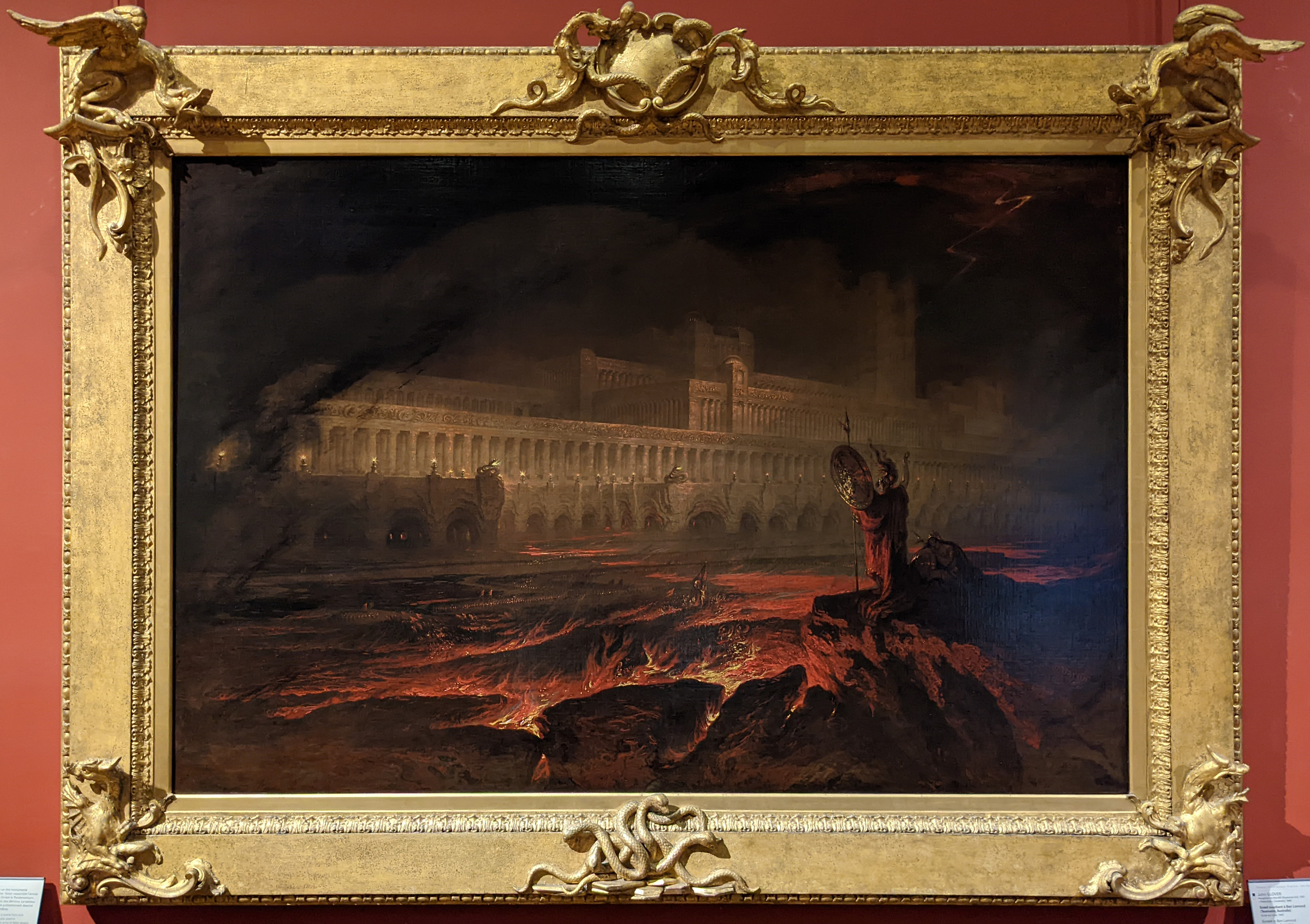
L'architecture fantastique de John Martin :
Le Pandemonium, inspiré du Paradis perdu, de John Milton (musée du Louvre à Paris).

Le Pandémonium (du néologisme originel anglais Pandæmonium, plus souvent orthographié Pandemonium) est en littérature la capitale imaginaire de l'Enfer où Satan invoque le conseil des démons. 
Depuis sa création en tant que néologisme inventé par le poète anglais John Milton au XVIIe siècle, le terme est utilisé pour désigner un lieu où règnent corruption, chaos et décadence, voire confusion ou vacarme, notamment dans la langue anglaise.
Les termes Pandémonium, Pandæmonium ou Pandemonium sont utilisés dans leur sens originel ou approchant, ou au sens figuré dans de nombreuses œuvres de fictions, et font également office de titre à de nombreuses œuvres littéraires, musicales, artistiques, etc.

## Origine et étymologie
« Pandémonium » est un mot apparu en 1667, sous la plume du poète et pamphlétaire anglais John Milton qui le créa dans son livre intitulé Le Paradis perdu.
Étymologiquement, John Milton a formé ce mot à partir du grec ancien πᾶν / pân (« tout »), et δαίμων / daímôn (« démon »).

## Description

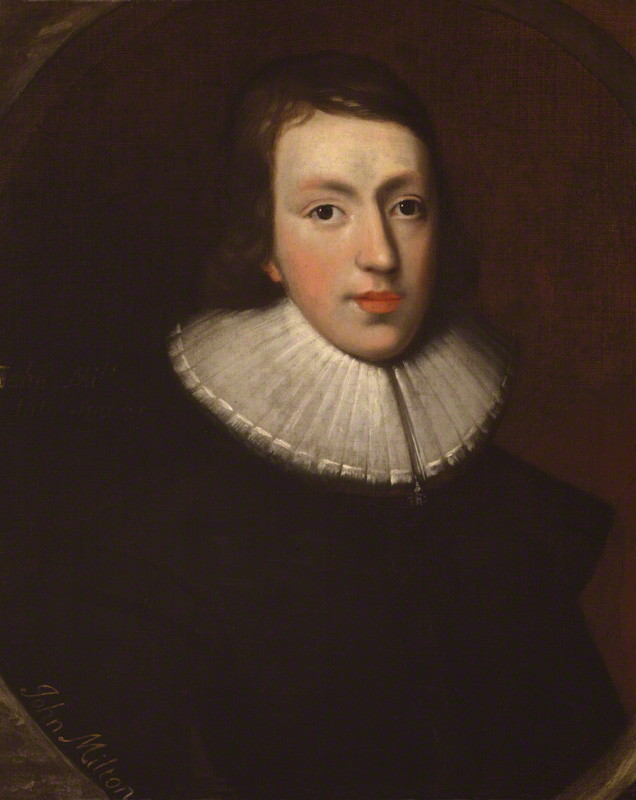
John Milton

Le Pandémonium, ou capitale de l'Enfer, est découpé en plusieurs parties : au centre, le Palais de Satan qui, selon les traductions, baigne dans des flammes infernales et abrite les pires maux, et est l'édifice le plus imposant de ce « plan astral » en Enfer. Devant, une sorte de compartiment clos dans lequel Satan invoquerait les pires démons de l'Enfer afin de préparer l'Apocalypse. Tout autour de cet endroit, des rives de lave et des démons inférieurs sont censés garder l'entrée de cet endroit central à l'abri de quelconque problème abyssal.
On peut ainsi lire dans le livre I de « Le Paradis perdu » (Wikisource) 
« Mean while the winged Haralds by command- Of Sovran power, with awful Ceremony
- And Trumpets sound throughout the Host proclaim
- A solemn Councel forthwith to be held
- At Pandæmonium, the high Capital

Of Satan and his Peers »
— John Milton, Paradise Lost, Livre 1, lignes 752-757
En traduction par François-René de Chateaubriand, « Le Paradis perdu »: (Wikisource)

« Cependant les hérauts ailés, par le commandement

Du souverain pouvoir, avec un appareil redoutable,

Et au son des trompettes, proclament dans toute l’armée

La convocation d’un conseil solennel qui doit se tenir incontinent

À Pandæmonium, la grande capitale

De Satan et de ses pairs. »

— François-René de Chateaubriand, Le Paradis perdu